# Суно
Суно (італ. Suno, п'єм. Suna) — муніципалітет в Італії, у регіоні П'ємонт,  провінція Новара.
Суно розташоване на відстані близько 530 км на північний захід від Рима, 95 км на північний схід від Турина, 22 км на північ від Новари.
[[Файл:|thumb|300px|none|]]
Населення — 2834 особи (2014).
Щорічний фестиваль відбувається 25 серпня. Покровитель — San Genesio.

## Демографія
Населення за роками:

Станом на 1 січня 2023 року в муніципалітеті офіційно проживав 141 іноземець з 23 країн, серед них 33 громадяни країн Євросоюзу та 17 громадян України.

## Сусідні муніципалітети
- Аграте-Контурбія
- Богоньо
- Кавальєтто
- Кресса
- Фонтането-д'Агонья
- Меццомерико
- Вапріо-д'Агонья